# Jaime II de Bourbon, conde de La Marche
Jaime de Bourbon-La Marche (1370 - Besançon; 24 de setembro de 1438), nobre francês, filho de João I de La Marche e de Catarina de Vendôme.
Como todos seus parentes, Jaime lutou contra a Inglaterra na Guerra dos Cem Anos.
No ano 1406 na cidade de Pamplona casou-se com Beatriz de Navarra, filha do rei de Navarra Carlos III.
A morte de seu pai em 1393 tornou-o conde de La Marche e em conjunto com sua mãe conde de Castres, e à morte desta em 1412 assumiu definitivamente o título.
De seu casamento nasceram três filhas:
- Leonor (Burlada, 7 de setembro de 1407-1464), filha única de seu casamento com Beatriz de Navarra.
- Isabel (1408-1445)
- Maria (1410-1445)